# Yves Baumgarten

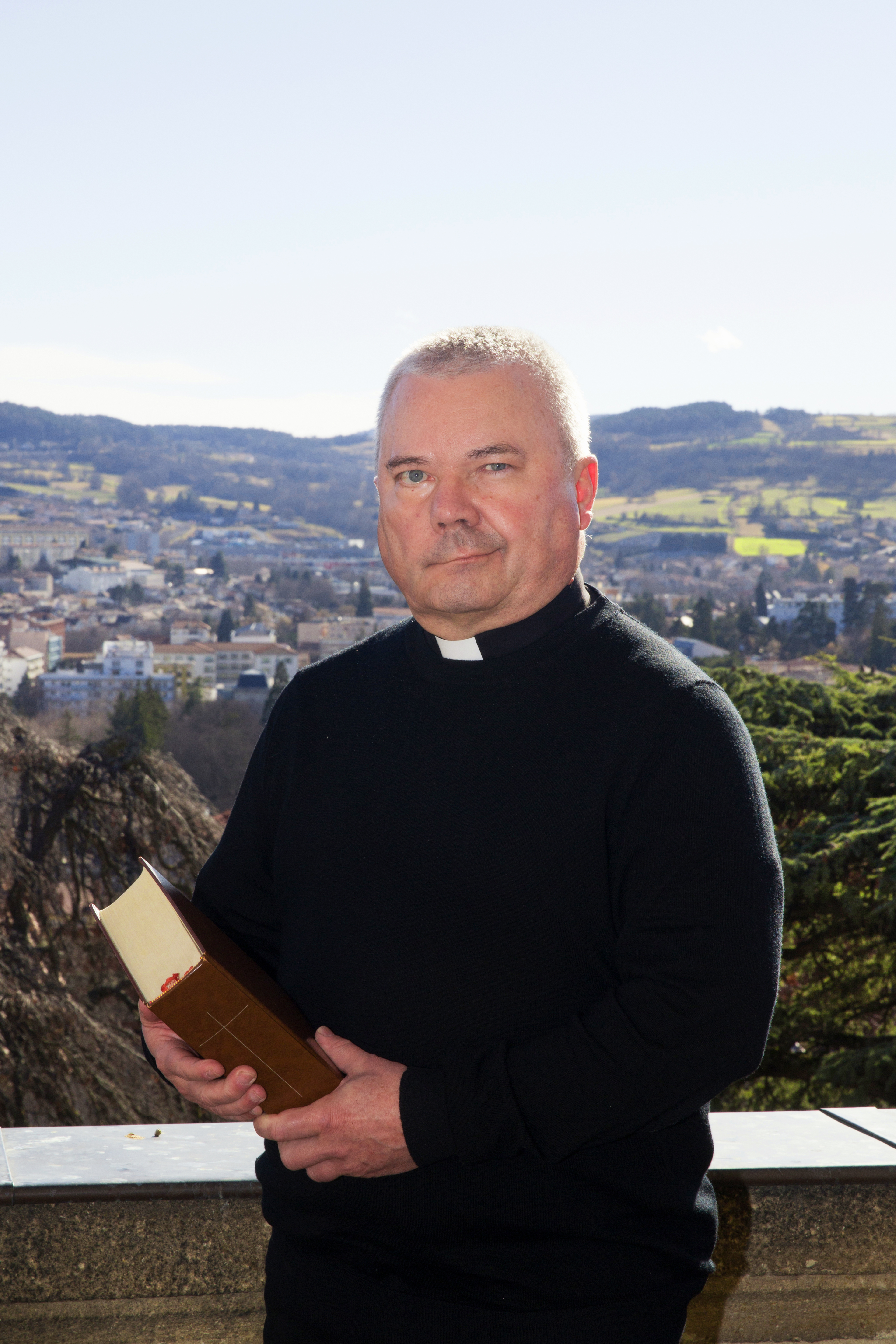
Yves Baumgarten (2022)

Bischofswappen von Yves Baumgarten

Yves Baumgarten (* 28. September 1964 in Mâcon) ist ein französischer Geistlicher und römisch-katholischer Bischof von Le Puy-en-Velay.

## Leben
Yves Baumgarten erwarb einen Abschluss im Fach Wirtschaftswissenschaft und arbeitete zunächst acht Jahre als Steuerprüfer. Später absolvierte er ein Theologisches Propädeutikum am Priesterseminar in Paray-le-Monial und studierte danach Philosophie und Katholische Theologie am Priesterseminar in Lyon. Am 27. Juni 2004 empfing Baumgarten das Sakrament der Priesterweihe für das Erzbistum Lyon.
Baumgarten war zunächst als Pfarrvikar der Pfarrei Saint-Paul in Roanne tätig, bevor er 2005 Pfarrer der Pfarrei Notre-Dame des Côteaux du Levant in Balbigny und Kaplan am Krankenhaus in Roanne wurde. Von 2012 bis 2014 war er Pfarrer der Pfarrei Sacré-Cœur in Lyon und Bischofsvikar für den Osten der Stadt Lyon. Danach wirkte Yves Baumgarten als Generalvikar des Erzbistums Lyon und Moderator der Diözesankurie. Ab 2020 war er Verantwortlicher für die Pfarreien in Pouilly-sous-Charlieu.
Am 16. Februar 2022 ernannte ihn Papst Franziskus zum Bischof von Le Puy-en-Velay. Der Erzbischof von Clermont, François Kalist, spendete ihm am 27. März desselben Jahres in der Kathedrale von Le Puy-en-Velay die Bischofsweihe; Mitkonsekratoren waren der Erzbischof von Lyon, Olivier de Germay, und der Bischof von Versailles, Luc Crépy CIM. Yves Baumgarten wählte den Wahlspruch Fermes dans la Foi („Fest im Glauben“).